# Glenanthe interior
Glenanthe interior är en tvåvingeart som beskrevs av Chillcott 1964. Glenanthe interior ingår i släktet Glenanthe och familjen vattenflugor.
Artens utbredningsområde är Manitoba. Inga underarter finns listade i Catalogue of Life.